# Stanisław Kochanowski (nauczyciel)
Stanisław Roman Kochanowski (ur. 18 października 1873 w Krakowie, zm. 1943 we Lwowie) – rotmistrz Wojska Polskiego II Rzeczypospolitej, nauczyciel, wykładowca, malarz.

## Życiorys
Urodził 18 października 1873. Był synem Jana, ziemianina i Amelii z Wąsowiczów.
Uczył się w gimnazjum w Przemyślu. Wówczas był członkiem organizacji Orzeł Biały od 1885 do 1897 oraz Polskiego Towarzystwa Gimnastycznego „Sokół”. Egzamin dojrzałości zdał w Gimnazjum św. Anny w Krakowie w 1893. Jako ochotnik odbył roczną służbę w c. i k. armii. W Krakowie podjął studia na Akademii Sztuk Pięknych, Uniwersytecie Jagiellońskim (filologię romańską i germańską). Od 1903 był nauczycielem języka niemieckiego w Tarnowie, następnie w macierzystym Gimnazjum św. Anny w Krakowie, w Nowym Sączu oraz w Akademii Handlowej we Lwowie
Po wybuchu I wojny światowej wstąpił do Legionów Polskich 3 lipca 1915. Służył w III dywizjonie kawalerii, potem w 6 pułku piechoty w składzie III Brygady, gdzie był adiutantem I batalionu. Został awansowany do stopnia podporucznika piechoty od 9 sierpnia 1915. Od połowy września 1915 przebywał na froncie walcząc w kampanii wołyńskiej. Po kryzysie przysięgowym z 1917 służył w Polskim Korpusie Posiłkowym, pracując jako adiutant i wykładowca w szkole oficerskiej w Bolechowie.
Po odzyskaniu przez Polskę niepodległości od początku listopada 1918 uczestniczył w obronie Lwowa podczas wojny polsko-ukraińskiej (odcinek V, Szkoła Sienkiewicza). W Wojsku Polskim został awansowany do stopnia rotmistrza od 8 grudnia 1918. Służył jako adiutant Dowództwa Okręgu Generalnego „Lwów”. Podczas wojny polsko-bolszewickiej był adiutantem małopolskich oddziałów Armii Ochotniczej. Po zakończeniu walk służył nadal w DOG oraz w Dowództwie Okręgu Korpusu Nr VI. Zweryfikowany do stopnia rotmistrza ze starszeństwem z dniem 1 czerwca 1919. Z dniem 1 kwietnia 1923 został przeniesiony do rezerwy.
W okresie II Rzeczypospolitej był wykładowcą w Akademii Handlu Zagranicznego we Lwowie
Zmarł w 1943 we Lwowie. Jego żoną była Eugenia z domu Majdinger.

## Ordery i odznaczenia
- Krzyż Niepodległości
- Krzyż Walecznych
- Złoty Krzyż Zasługi (1938)[1]